# Cerkiew Opieki Matki Bożej w Tyraspolu
Cerkiew Opieki Matki Bożej – prawosławna cerkiew w Tyraspolu, w dzielnicy Oktiabrskij, w jurysdykcji eparchii tyraspolskiej i dubosarskiej Mołdawskiego Kościoła Prawosławnego.

## Historia
Pierwsza cerkiew pod wezwaniem Opieki Matki Bożej została wzniesiona w związku z rozbudową Tyraspola, powstałego kilka lat wcześniej jako przedmieście przy rosyjskiej twierdzy. Zgodę na budowę obiektu sakralnego wydał w 1798 metropolita noworosyjski i dnieprzański Gabriel. Pierwsza cerkiew Opieki Matki Bożej była budowlą drewnianą. Już w 1813 w jej sąsiedztwie rozpoczęto budowę nowej świątyni murowanej. Była ona czynna do 1931, zaś w 1934 budowla została zburzona.

### Nowa cerkiew
W 1988, po jedenastoletnich staraniach wiernych, władze radzieckie zgodziły się na rejestrację parafii prawosławnej w Tyraspolu (w mieście nie było wówczas żadnej czynnej cerkwi), zaś rok później – na budowę nowej wolno stojącej cerkwi, która swoim wezwaniem miała nawiązywać do świątyni zburzonej w 1934. Obiekt sakralny położony jest jednak w innym miejscu niż pierwsze świątynie pod tym wezwaniem.
Nowa świątynia jest budowlą dwupoziomową. W 1993 wyświęcono cerkiew dolną, zaś w 1998 arcybiskup kostromski i galicki Aleksander oraz biskup dubosarski Justynian wyświęcili główny ołtarz. Świętą Liturgię w pierwsze święto patronalne w cerkwi, w tym samym roku, sprawował metropolita kiszyniowski i całej Mołdawii Włodzimierz. Budowla była główną świątynią prawosławną w Tyraspolu do 2000, gdy oddany do użytku został sobór Narodzenia Pańskiego w Tyraspolu.